# Пісківська сільська рада (Костопільський район)
Піскі́вська сільська́ ра́да — орган місцевого самоврядування в Костопільському районі Рівненської області. Адміністративний центр — село Пісків.

## Загальні відомості
- Пісківська сільська рада утворена в 1939 році.
- Територія ради: 51,178 км²
- Населення ради: 2 267 осіб (станом на 2001 рік)
- Територією ради протікає річка Зульня.

## Населені пункти
Сільській раді підпорядковані населені пункти:
- с. Пісків
- с. Моквинські Хутори
- с. Рокитне
- с. Яснобір

## Склад ради
Рада складається з 16 депутатів та голови.
- Голова ради: Кожарко Юрій Павлович
- Секретар ради: Трохимчук Олександра Григорівна

### Керівний склад попередніх скликань
| Прізвище, ім'я, по батькові | Основні відомості                                                          | Дата обрання | Дата звільнення |
| --------------------------- | -------------------------------------------------------------------------- | ------------ | --------------- |
| Пірог Ростислав Михайлович  | Сільський голова, 1958 року народження, член Соціалістичної партії України | 26.03.2006   | 31.10.2010      |
| Кожарко Юрій Павлович       | Сільський голова, 1970 року народження, освіта вища, член Партії регіонів  | 31.10.2010   |                 |

Примітка: таблиця складена за даними сайту Верховної Ради України